# 窄叶火炭母
窄叶火炭母（学名：[Polygonum chinense var. paradoxum] 错误：{{Lang}}：文本有斜体标记（帮助））为蓼科蓼属下的一个变种。